# Peretu
Peretu est une commune du județ de Teleorman en Roumanie.